# حمزه (نام)
حمزه از نام‌های عربی-اسلامی در است. در زیر فهرستی از افراد با این نام را می‌بینید:
- همزة بن عبدالمطلب عموی محمد پیامبر اسلام
- حمزه زرینی بازیکن والیبال
- حمزه محمدی وزنه‌بردار معلول
- حمزه خذیراوی بازیکن فوتبال
- حمزه یونس بازیکن فوتبال اهل تونس